# Thalictrum lucidum
Il Pigamo lucido (nome scientifico Thalictrum lucidum L. 1753) è una pianta perenne appartenente alla famiglia delle Ranunculaceae.

## Etimologia
Per il significato del termine generico (thalictrum) si deve risalire a Dioscoride (40 – 90),  botanico greco che esercitò a Roma, o a Plinio (23 – 79), scrittore naturalista romano, che entrambi nella forma di “thalictron” indicavano queste piante alludendo probabilmente (ma la cosa è controversa) alla loro fioritura precoce (”thallein” = rinverdire, mentre ”ictar” = presto) o al colore verde-gaio dei teneri germogli. L'epiteto specifico (lucidum) si riferisce probabilmente all'aspetto delle foglie.

Il binomio scientifico attualmente accettato (Thalictrum lucidum) è stato proposto da Carl von Linné (1707 –  1778) biologo e scrittore svedese, considerato il padre della moderna classificazione scientifica degli organismi viventi, nella pubblicazione ”Species Plantarum” del 1753.

## Descrizione
Sono piante erbacee, perenni la cui altezza può arrivare da 6 a 12 dm.  La forma biologica è definita come emicriptofita scaposa (H scap), ossia sono piante con gemme svernanti al livello del suolo e protette dalla lettiera o dalla neve, dotate di un asse fiorale eretto e spesso privo di foglie.

### Radici
Le radici sono fascicolate e secondarie da rizoma.

### Fusto
- Parte ipogea: consiste in un rizoma orizzontale (non stolonifero).
- Parte epigea: la parte aerea del fusto è eretta (nella parte basale è obliqua) e ramificata; la superficie è striato-scanalata, glabra e opaca.

### Foglie
- Foglie basali: le foglie radicali sono di tipo imparipennato (2 – 4 pennatosette) a contorno più o meno triangolare; con segmenti a ramificazioni triforcate dei piccioli. I piccioli, alla base, sono inoltre inguainati in modo amplessicaule; le guaine terminano con delle orecchiette membranose. La lamina dei segmenti è intera a forma spatolato-lineare, quindi più molto più lunga che larga; è inoltre sub-glabra. Dimensione dei segmenti: larghezza 3 – 5 mm; lunghezza 16 – 25 mm.
- Foglie cauline: le foglie sono distribuite lungo tutto il fusto; quelle cauline sono più o meno simili a quelle radicali ma più distanziate e ridotte (si riducono verso l'infiorescenza);  sono disposte in modo alterno.

### Infiorescenza
L'infiorescenza è del tipo a pannocchia corimbosa non densa (allargata) e ramosa che si compone di tanti piccoli fiori spaziati ma disposti in fascette. Alla base dell'infiorescenza sono presenti delle foglie ridotte (mancano le squame “stipuliformi”). Dimensione dell'infiorescenza: 8 – 50 cm.

### Fiore
Il fiore di questa pianta è caratterizzato da una certa assenza di coesione tra i vari organi fiorali: non c'è l'involucro ed è privo di una corolla vera e propria, mentre è il calice colorato che ha la funzione vessillifera (quindi i sepali del calice possono essere indicati come petaloidei). In questa pianta il perianzio è quindi formato da un solo verticillo di elementi più o meno indifferenziati (perianzio apoclamidato). I fiori sono inoltre attinomorfi, ermafroditi, tetrameri (formati cioè da 4 sepali) e privi di nettari. Il colore dei fiori è giallo dato soprattutto dagli stami. Dimensione dei fiori: 8 – 10 mm.
- Formula fiorale: per questa pianta viene indicata la seguente formula fiorale:

* K 4, C 0, A molti, G molti (supero)
- Calice: il calice è formato da 4 sepali di tipo petaloide disposti in modo embricato; sono inoltre caduchi precocemente. In effetti allo sboccio del fiore spesso sono presenti solamente le antere e i pistilli (in questa situazione la funzione vessillare viene assunta principalmente dagli stami).
- Corolla: i petali sono assenti.
- Androceo: gli stami sono numerosissimi e visibilmente prominenti ma penduli (nella parte finale di vita del fiore); sono liberi con lunghi filamenti sottili e filiformi. Le antere, lineari, e quasi prive di punta sono bi-loculari a deiscenza laterale; il colore delle antere è giallo.
- Gineceo: i carpelli sono molti, monovulari (contengono un solo ovulo; sono liberi e peduncolati; terminano nello stilo con stimma intero a forma triangolare-alata.
- Fioritura: da giugno ad agosto

### Frutti
Il frutto si compone in parecchi acheni sessili a portamento pendulo e con superficie striata (a coste). Ogni achenio è monospermo con un corpo leggermente compresso.

## Riproduzione
La riproduzione avviene tramite l'impollinazione garantita soprattutto dal vento (impollinazione anemofila). Anche se queste piante sono prive di nettare, diversi insetti, come api e vespe, si nutrono del suo polline per cui è probabile anche una certa fecondazione entomogama (impollinazione entomogama).

## Distribuzione e habitat

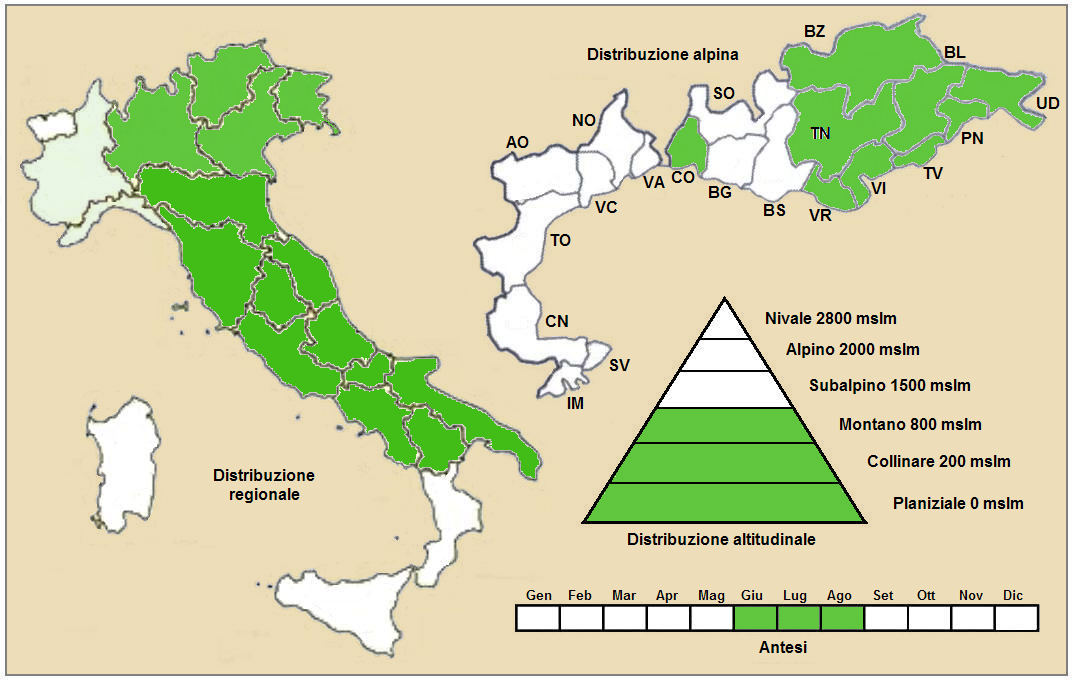
Distribuzione della pianta (Distribuzione regionale – Distribuzione alpina)

- Geoelemento: il tipo corologico (area di origine) è Sud Est Europeo ma anche Sud Ovest Asiatico.
- Distribuzione: in Italia si trova in alcune zone delle Alpi centro orientali (province di: CO, TN, BZ, BL, UD) e nel resto dell'Italia (escluse le isole e la Calabria). Oltre confine (sempre nelle Alpi) si trova nel Canton Ticino della Svizzera, in Austria e in Slovenia. È presente inoltre nelle Alpi Dinariche, Monti Balcani e Carpazi.
- Habitat: l'habitat tipico sono i prati torbosi (prati e pascoli igrofili e mesofili); ma anche nei boschi tipo pioppeti, ontaneti e frassineti umidi.  Il substrato preferito è calcareo con pH basico-neutro, medi valori nutrizionali del terreno che deve essere umido.
- Distribuzione altitudinale: sui rilievi queste piante si possono trovare fino a 1000 m s.l.m.; frequentano quindi i seguenti piani vegetazionali: collinare e montano.

### Fitosociologia
Dal punto di vista fitosociologico la specie di questa voce appartiene alla seguente comunità vegetale:
Formazione: delle comunità delle macro- e megaforbie terrestri
Classe: Molinio-Arrhenatheretea
Ordine: Molinietalia caeruleae
Alleanza: Molinion

## Tassonomia
Il genere Thalictrum comprende un centinaio di specie (una dozzina delle quali sono spontanee dei territori italiani) appartenenti soprattutto all'emisfero boreale. La famiglia delle Ranunculaceae invece comprende oltre 2000 specie distribuite su circa 47 generi (2500 specie e 58 generi secondo altre fonti). 

Secondo la suddivisione di questo genere fatta dal botanico americano Liberty Hyde Bailey (1858-1954) il “Pigamo lucido” appartiene al “gruppo” delle Thalictrum nei quali il frutto è striato e sessile e al “sottogruppo” con stami a filamenti sottili, filiformi e antere lineari.

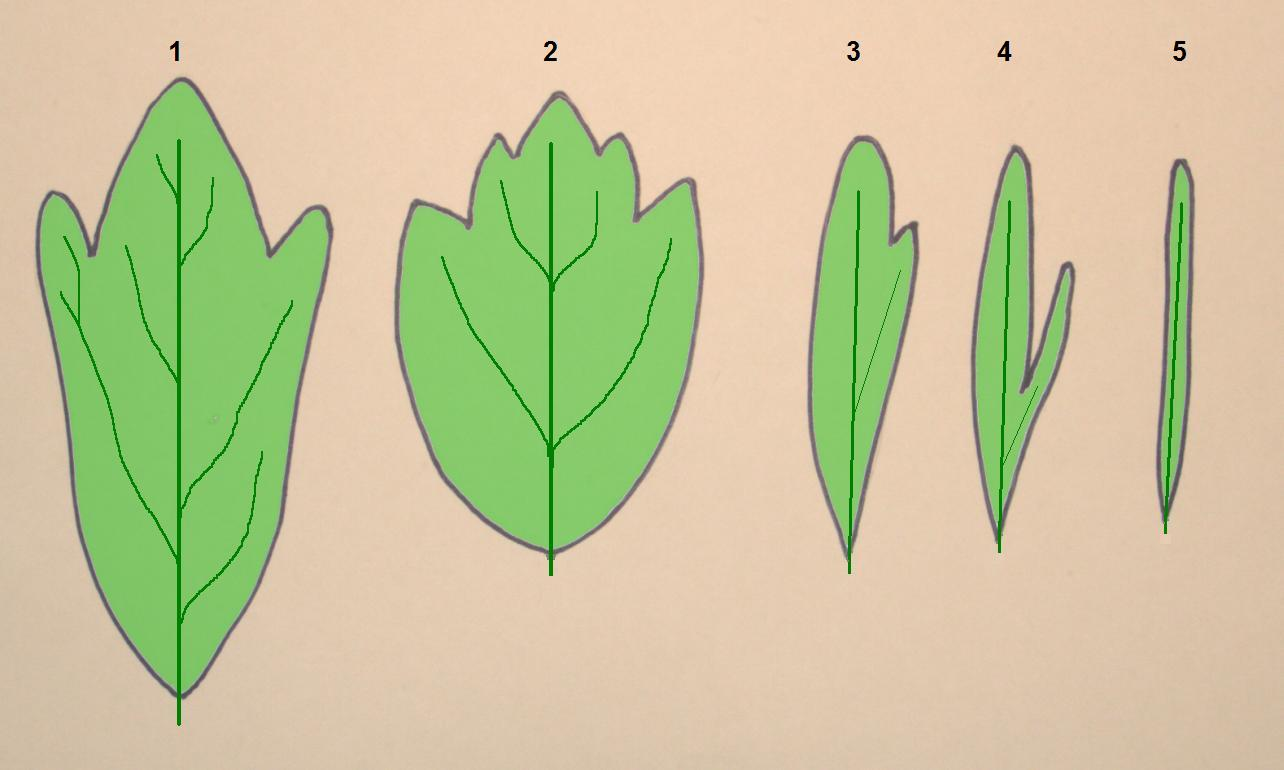
Forma delle foglie del Gruppo Thalictrum flavum (1.Th. exaltatum – 2.Th. flavum – 3.Th. Lucidum – 4.Th. simplex – 5.Th. galioides)

Il Thalictrum lucidum fa parte del Gruppo di Th. flavum; gruppo che comprende (almeno nella flora spontanea italiana) quattro specie (oltre a quella di questa voce):
- Thalictrum flavum L.
- Thalictrum simplex L.
- Thalictrum galioides L. (secondo le classificazioni più aggiornate questa specie viene considerata come Thalictrum simplex subsp. galioides (DC.) Korsh.[11])
- Thalictrum exaltatum (DC.) Pers.  (secondo le classificazioni più aggiornate questa specie viene inclusa in Thalictrum flavum[11])

Le specie di questo gruppo sono poliploidi, sono inoltre poco differenziate nella morfologia. Un elemento di distinzione è la forma della lamina dei segmenti delle foglie (vedi figura).

Il numero cromosomico di T. lucidum è: 2n = 28.

### Sinonimi
Questa entità ha avuto nel tempo diverse nomenclature. L'elenco che segue indica alcuni tra i sinonimi più frequenti:
- Thalictrum angustifolium Jacq. non L.
- Thalictrum bulgaricum Velen.
- Thalictrum exaltatum Gaudin
- Thalictrum lucidum Auct. hisp., non L.
- Thalictrum mediterraneum Jordan
- Thalictrum morisonii C.C.Gmel. subsp. mediterraneum (Jord.) P.W.Ball
- Thalictrum peucedanifolium Griseb. & Schenk (1852)

### Specie simili
Le specie più simili al Pigamo lucido sono ovviamente quelle del Gruppo di Th. flavum. Oltre a distinguersi dal formato dei segmenti fogliari (vedi figura sopra), le varie specie si distinguono per le seguenti caratteristiche:
- Th. flavum L. - Pigamo giallo: i segmenti delle foglie sono ovato-lanceolati; la pianta è stolonifera; il fusto è opaco; i fiori sono disposti in modo spaziato.
- Th. exaltatum (DC.) Pers. - Pigamo maggiore: i segmenti delle foglie sono ovato-lanceolati; la pianta è stolonifera; il fusto è lucido; i fiori sono disposti in modo denso.
- Th. lucidum L. - Pigamo lucido: i segmenti delle foglie sono ovali allungati; la pianta non è stolonifera; i fiori sono disposti in modo spaziato.
- Th. simplex L. - Pigamo semplice: i segmenti delle foglie sono lanceolato-lineari larghi 3 – 4 mm con un dente profondamente inciso; la pianta è stolonifera.
- Th. galioides L. - Pigamo galioide: i segmenti delle foglie sono lanceolato-lineari larghi 1 – 1,5 mm e interi; la pianta è stolonifera.

## Usi

### Farmacia
Anticamente, secondo la medicina popolare, a queste piante venivano attribuite diverse proprietà medicamentose. Le radici venivano usate come purganti e diuretiche. Ora non più in quanto sono considerate tossiche e nocive alla salute umana. Infatti queste piante (nelle radici) contengono un colorante giallo tossico, una volta usato per colorare la lana, la ”macrocarpina”. Anche il bestiame al pascolo evita di mangiare le foglie di questa pianta.